# Uruca de Santa Ana
Uruca es un distrito del cantón de Santa Ana, en la provincia de San José, de Costa Rica, fundado en 1907. También es conocido como Río Oro por su poblado más importante.

## Toponimia
El distrito recibe su nombre debido al paso del Río Uruca, el cual atraviesa el distrito.

## Historia
La población del actual distrito central de Santa Ana al lado sur de la calle real inició en un caserío alrededor del Río Uruca, y sus primeros pobladores en este sector fueron Jesús María Jiménez, Frutos Robles y su esposa Mercedes Montoya, Antonio, Isidro, Nicolás, Matías y Baltasar Robles.

## Ubicación
El distrito limita al norte con el distrito de Pozos, al este con el distrito de Santa Ana, al oeste con el distrito de Piedades, y al sur limita con el distrito de Salitral. 

## Geografía
Uruca cuenta con un área de 7,03 km² y una altitud media de 873 m s. n. m.

## Demografía
Para el año 2022, Uruca cuenta con una población estimada de 9423 habitantes, y para el último censo efectuado, en 2011, Uruca contaba con una población de 7200 habitantes.

## Localidades
- Cabecera: Río Oro
- Barrios: Cebadilla, Chimba, Guapinol, Hacienda del Sol, Mata Grande, Mina, Paso Machete (parte), Río Uruca.

## Cultura

### Sitios de interés
- El distrito es sede del Centro de Conservación de Santa Ana, un área silvestre que incluye un pequeño zoológico y un museo al aire libre.
- Avalon Country Club

## Transporte

### Carreteras
Al distrito lo atraviesan las siguientes rutas nacionales de carretera:
- Ruta nacional 27
- Ruta nacional 121

## Concejo de distrito
El concejo de distrito de Uruca vigila la actividad municipal y colabora con los respectivos distritos de su cantón. También está llamado a canalizar las necesidades y los intereses del distrito, por medio de la presentación de proyectos específicos ante el Concejo Municipal. El presidente del concejo del distrito es el síndico propietario del partido Liberación Nacional, Saymon Angulo Villalobos.
El concejo del distrito se integra por:
| #                       | Partido                         | Nombre                      |
| Síndico propietario     | Síndico propietario             | Síndico propietario         |
| ----------------------- | ------------------------------- | --------------------------- |
| 1                       | Partido Liberación Nacional     | Saymon Angulo Villalobos    |
| Síndico suplente        |                                 |                             |
| 2                       | Partido Liberación Nacional     | Matilde Castro Agüero       |
| Concejales propietarios |                                 |                             |
| 3                       | Partido Liberación Nacional     | Siana Mora Morales          |
| 4                       | Movimiento Libertario           | Antonio Mora Mesén          |
| 5                       | Partido del Sol                 | Wendy Porras Cubillo        |
| 6                       | Partido Unidad Social Cristiana | Flor Aguilar Sánchez        |
| Concejales suplentes    |                                 |                             |
| 7                       | Partido Liberación Nacional     | Franklin Morales Segura     |
| 8                       | Movimiento Libertario           | Reina Agüero Cubillo        |
| 9                       | Partido del Sol                 | Luis Guillermo Vargas Solís |
| 10                      | Partido Unidad Social Cristiana | Luis Fernando Guzmán Bonila |